# Арзыкулов, Курбан
Курбан Арзыкулов (1911 год, Самаркандский уезд, Туркестанский край, Российская империя — неизвестно, Пастдаргомский район, Узбекская ССР) — тракторист 2-й Паст-Даргомской МТС, Самаркандская область, Узбекская ССР. Герой Социалистического Труда (1957).

## Биография
Родился в 1911 году в одном из сельских населённых пунктов Самаркандского уезда. До начала коллективизации трудился в личном сельском хозяйстве. В последующем обучался на курсах трактористов, после которых трудился механизатором в местной сельскохозяйственной артели (позднее — колхоз имени Чкалова Паст-Даргомского района). Со второй половины 1940-х годов — тракторист-механизатор 2-й Паст-Даргомской МТС, которая обслуживала хлопковые поля сельскохозяйственных предприятий Паст-Даргомского района. Директором 2-й Паст-Даргомской МТС был Герой Социалистического Труда Карим Шарипов.
В 1956 году сельскохозяйственные предприятия Паст-Даргомского района собрали высокий урожай хлопка-сырца. Большую роль в сборе урожая сыграли механизаторы 2-й Пост-Даргомской МТС, в том числе Курбан Арзыкулов. Указом Президиума Верховного Совета СССР «О присвоении звания Героя Социалистического Труда колхозникам, колхозницам, работникам машинно-тракторных станций, совхозов, партийным и советским работникам Узбекской ССР» от 11 января 1957 года удостоен звания Героя Социалистического Труда за «выдающиеся успехи, достигнутые в деле развития советского хлопководства, широкое применение достижений науки и передового опыта в возделывании хлопчатника, получение высоких и устойчивых урожаев хлопка-сырца» с вручением ордена Ленина и золотой медали «Серп и Молот» (№ 7424).
Этим же Указом званием Героя Социалистического Труда были награждены директор 2-й Пост-Даргомской МТС Карим Шарипов, председатель колхоза имени Чкалова Пост-Даргомского района Джаникул Юсупов и бригадир колхоза имени Чкалова Пост-Даргомского района Хамра Иргашев.
После объединения 2-й Пост-Даргомской МТС и укрупнения колхоза имени Чкалова в объединённый колхоз имени Карла Маркса Пост-Даргомского района трудился в этом колхозе трактористом-механизатором.
Неоднократно участвовал в работе Всесоюзной выставке ВДНХ в Москве.
После выхода на пенсию проживал в Пост-Даргомском районе. Дата смерти не установлена.
Награды
- Герой Социалистического Труда
- Орден Ленина
- Медали ВДНХ.